# Pompeo Calvia
(Poesia in sassarese per la discesa dei Candelieri)
Pompeo Calvia (Sassari, 18 novembre 1857 – Sassari, 7 maggio 1919) è stato uno scrittore e poeta italiano.

## Biografia
Pompeo Calvia nacque a Sassari il 18 novembre del 1857 da Salvatore Calvia Unali e Antonietta Diana Casabianca, figlia del pittore Vittorio Diana. Centrale fu, per un periodo non breve della sua vita e della sua formazione culturale e umana, la figura del padre, vero archetipo di Mentore. A vent'anni fu arruolato e destinato a Napoli, dove frequentò gli ambienti mazziniani e conobbe il poeta Alberto Mario. Nel 1880 fece ritorno in Sardegna, dove visse fino al 1919, anno della sua morte. Poeta, scrittore, artista, osservatore sagace e ironico dei costumi sociali, fece parte del gruppo che, intorno ad Enrico Costa e ai più giovani Sebastiano Satta, Luigi Falchi e Antonio Ballero, animò la vita culturale sassarese. Strinse rapporti con Grazia Deledda, Salvatore Farina, Salvator Ruiu, Francesco Cucca, Felice Melis Marini, Filippo Figari e Stanis Manca, ma soprattutto dialogò con una parte importante del mondo letterario dialettale italiano. Si legò a Giovanni Ermete Gaeta e a Libero Bovio, che insieme a Di Giacomo e a Murolo, furono tra i protagonisti della canzone napoletana. Conobbe Cesare Pascarella, Vito Mercadante, Berto Barbarani, Gaetano Crespi, Attilio Rillosi e Giacinto Stiavelli. Scrisse in sassarese la silloge Sassari mannu (1912), in logudorese e in italiano. In italiano ci ha lasciato, oltre ai racconti, il romanzo storico Quiteria (1902). La storia narrata prende spunto dalla storica battaglia di Macomer tra i Sardi e gli Aragonesi, e narra del dramma personale di Quiteria, figlia di Leonardo Alagon, rinchiusa nel castello di Sassari insieme ai suoi fratelli. Intorno alla sua figura, modellata e a tutto tondo, gravitano e si muovono entro un reticolo di relazioni fattuali e sentimentali numerosi altri personaggi. I motivi della passione civile e dell'amor di patria, della lotta contro lo straniero e dell'eroismo sfortunato, della congiura e del tradimento costituiscono l'orditura tematica del romanzo, che si compone dei fili propri del tessuto melodrammatico e delle trame di personaggio, d'azione e di prova, con destino tragico.

## Opere
- S. Satta - P. Calvia - L. Falchi, Nella terra dei nuraghes (versi), Sassari, Premiato Stabilimento Tipografia G. Dessì, 1893
- Sassari mannu (poesie), Sassari, Tipografia Liberta, 1912
- Sassari mannu (poesie), Sassari, Tipografia Ubaldo Satta, 1922
- Sassari mannu (poesie), a c. di Manlio Brigaglia, Sassari, Chiarella, 1967
- Sassari mannu (poesie), Cargeghe, Editoriale Documenta, 2008
- Quiteria (racconto tolto dagli avvenimenti sardi del XV secolo), “La Sardegna Letteraria”, I, 1-16 (marzo-agosto 1902)
- Quiteria e altri racconti, pref. di Giovanni Pirodda, Nuoro, Ilisso, 2001
- Quiteria, ed. critica a c. di D. Manca, Cagliari, Centro di Studi Filologici Sardi/Cuec, 2010, pp. 491.